# Loïs et Clark : Les Nouvelles Aventures de Superman
Loïs et Clark : Les Nouvelles Aventures de Superman (Lois & Clark: The New Adventures of Superman) est une série télévisée américaine comptant 88 épisodes de 45 minutes chacun. Elle est développée par Deborah Joy LeVine d'après le personnage de Superman, créé par le scénariste américain Jerry Siegel et l’artiste canadien Joe Shuster, et diffusée entre le 12 septembre 1993 et le 14 juin 1997 sur le réseau ABC. La série narre les aventures des personnages éponymes dans la ville de Métropolis, siège des aventures du super-héros américain Superman.
En France, la série a été diffusée dans l'émission Le mardi c'est permis du 26 avril 1994 au 15 juillet 1997 sur M6, puis rediffusée sur TF6, Téva, Serie Club, Sci Fi, France 4, 6ter puis RTL9, AB1 et sur Gulli du 4 janvier 2010 au 29 novembre 2011.
En Belgique, elle fut notamment diffusée dès la fin de septembre 1993 sur La Une, puis RTL-TVI, Plug RTL et Club RTL ; en Suisse, en avril 1994 sur TSR 1 ; et au Québec à partir du 18 septembre 2000 à la Télévision de Radio-Canada , puis rediffusée sur Prise 2 ; ainsi qu'au Luxembourg pendant huit épisodes, du 25 octobre au 15 novembre 1993 sur RTL TV.

## Synopsis
Clark Kent et Loïs Lane sont journalistes au Daily Planet basé à Métropolis, aux États-Unis ; et se retrouvent mêlés aux histoires extraordinaires remplissant les colonnes de leur journal. Mais Clark cache au monde entier un secret : il est en réalité un extraterrestre originaire de la planète Krypton, envoyé sur Terre par ses parents pour le sauver de la destruction de sa planète natale et préserver le lignage familial. Le soleil jaune de notre système solaire, par opposition au soleil rouge éclairant sa planète natale, lui confère des pouvoirs extraordinaires : force et vitesse surhumaines, capacité de léviter et donc de voler, mais aussi de voir à travers les objets, de projeter par ses yeux des rayons de lumière amplifiée selon le principe du laser, ainsi qu'un souffle glacial. Sous son costume de Superman, il poursuit les criminels, et en particulier Lex Luthor, l'un des cerveaux du crime métropolitain.

## Distribution
- Dean Cain (VF : Emmanuel Curtil) : Clark Kent / Superman
- Teri Hatcher (VF : Claire Guyot) : Lois Lane
- Lane Smith (VF : Michel Bardinet) : Perry White
- Justin Whalin (VF : Philippe Valmont) : Jimmy Olsen (à partir de la saison 2)
- Eddie Jones (VF : Jacques Lalande puis Georges Aubert) : Jonathan Kent
- K Callan (en) (VF : Monique Mélinand) : Martha Kent
- John Shea (VF : Michel Papineschi) : Lex Luthor
- Michael Landes (VF : Alexandre Gillet) : Jimmy Olsen (saison 1)
- Tracy Scoggins (VF : Emmanuèle Bondeville) : Catherine « Cat » Grant (saison 1)

Photos des acteurs principaux
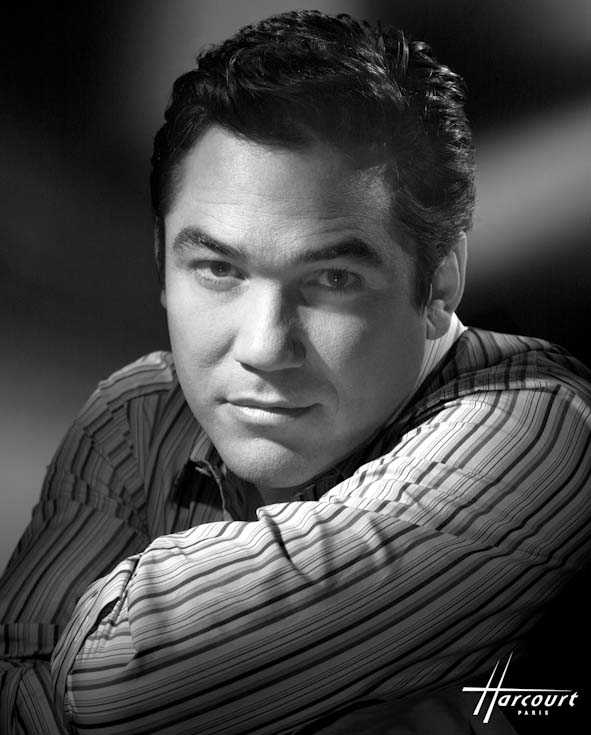
Dean Cain interprète Clark Kent / Superman
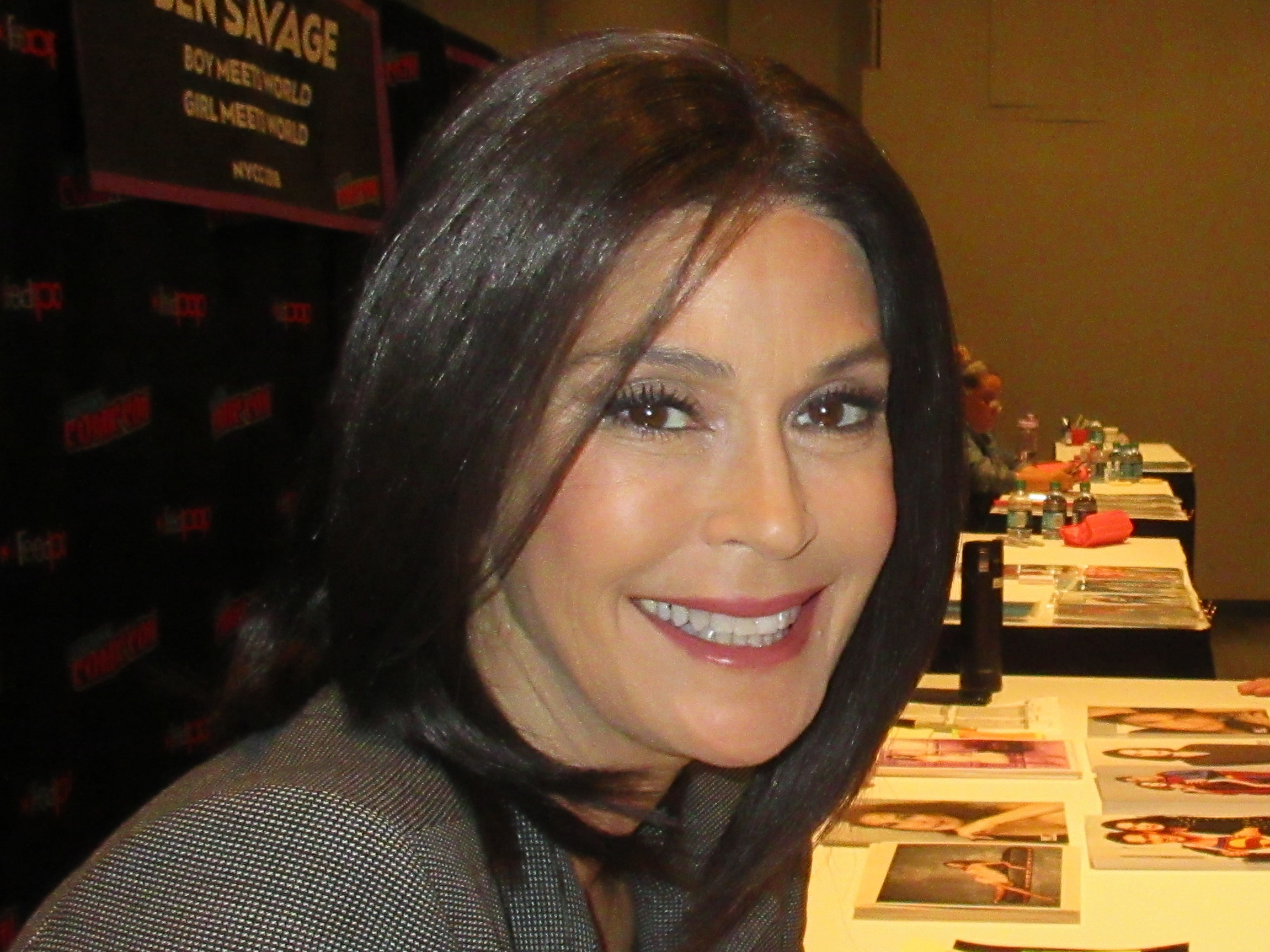
Teri Hatcher interprète Lois Lane
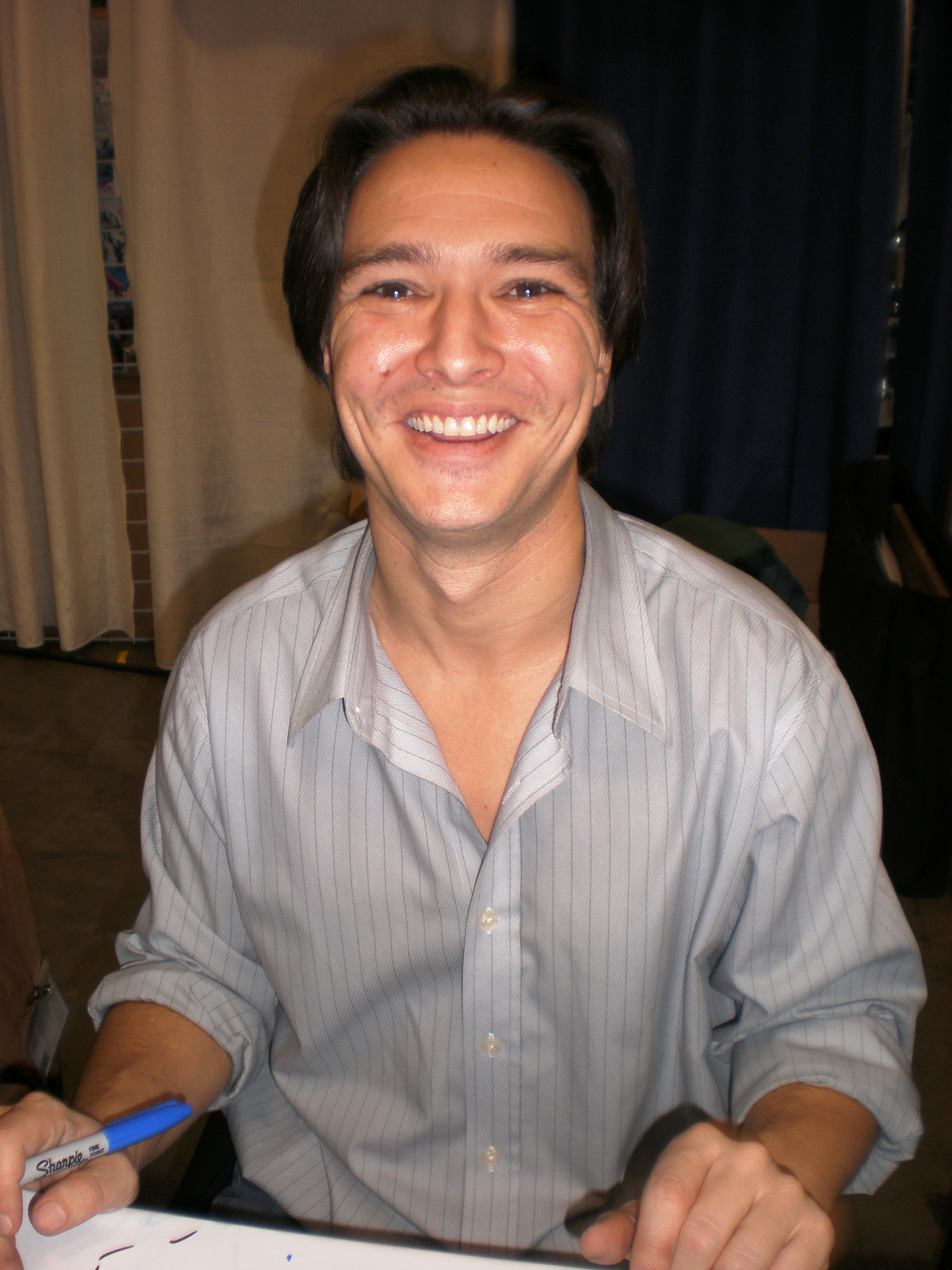
Justin Whalin interprète Jimmy Olsen
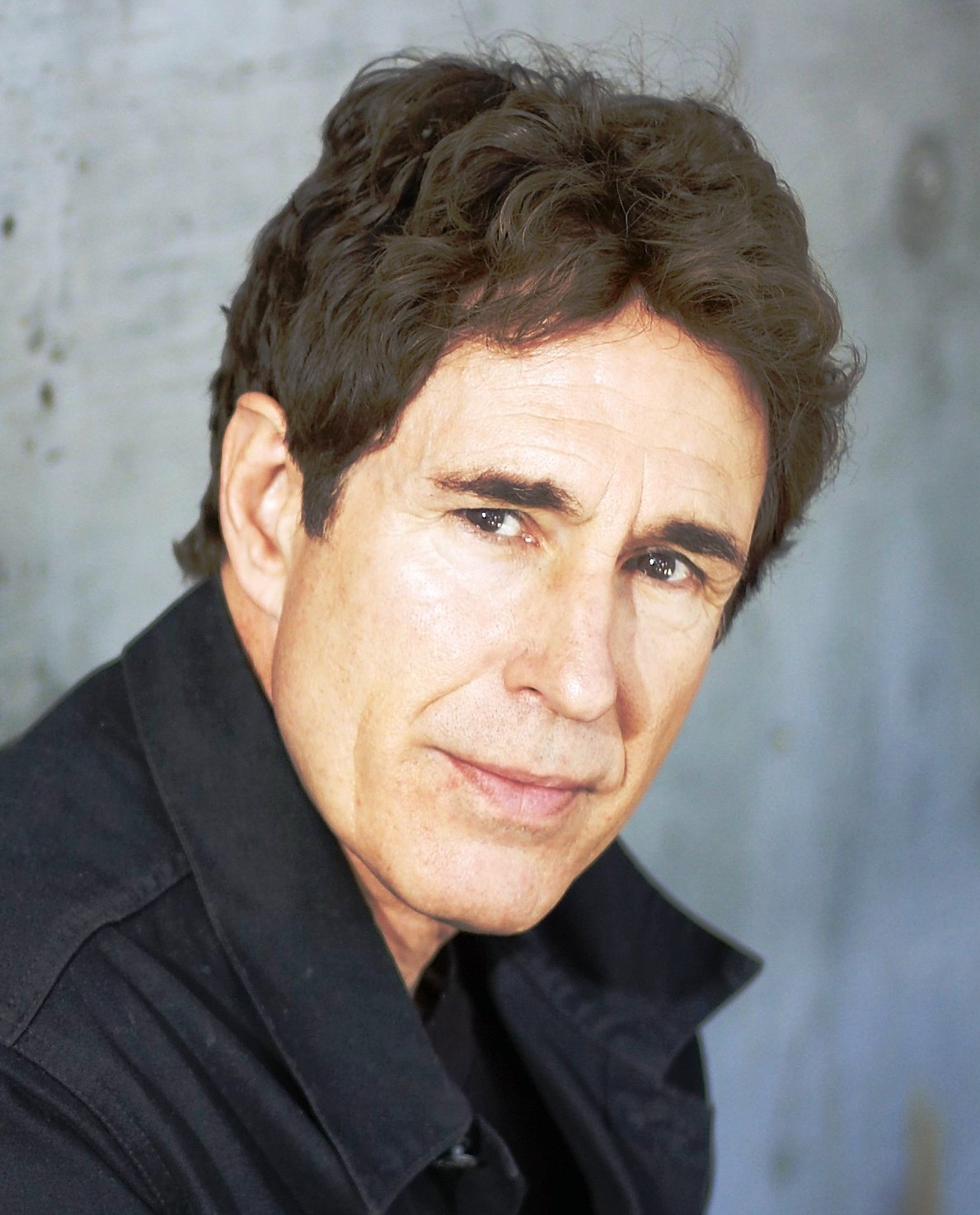
John Shea interprète Lex Luthor
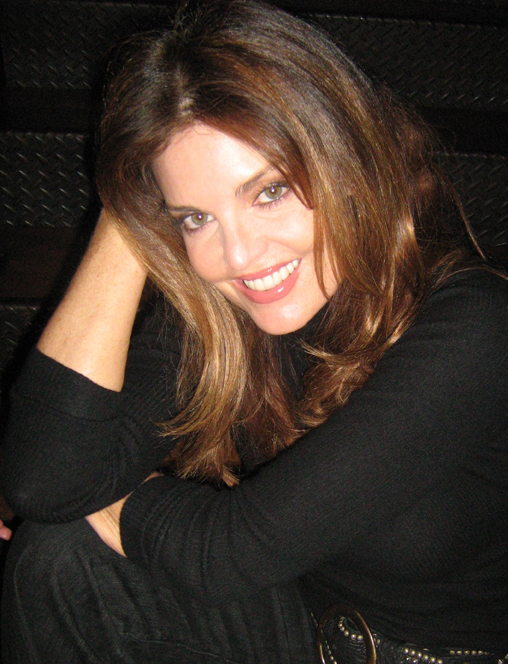
Tracy Scoggins interprète Catherine « Cat » Grant

### Acteurs invités

#### Première saison
- Shaun Toub : Asabi
- Margaret Blye : Mme Platt
- Richard Belzer : Inspecteur Henderson
- Kenneth Tigar : Dr Samuel Platt
- Terrence Knox (VF : Jacques Richard) : Jason Trask
- Leslie Jordan (VF : Henri Courseaux) : Alan Morris
- Miguel Sandoval : Eduardo Friez
- Tony Jay (VF : Jacques Ciron) : Nigel (également dans la saison 2)
- Denis Arndt (VF : Marcel Guido) : Sam Lane
- David Warner (VF : Pierre Hatet) : Jor-El
- Chris Demetral (VF : Damien Boisseau) : Jack
- Michael McKean : Dr Fabian Leek
- Beverly Johnson : Mme Cox
- James Earl Jones (VF : Sady Rebbot) : Franklin W. Stern
- Dean Stockwell : Preston Carpenter
- Morgan Fairchild (VF : Céline Monsarrat) : Miranda

#### Deuxième saison
- Denise Crosby (VF : Maïk Darah puis Tania Torrens) : Dr Gretchen Kelly
- Emma Samms : Arianna Carlin / Mme A. C. Luthor
- Earl Boen : Dr Heller
- Bronson Pinchot (VF : Jérôme Keen) : Kyle Griffin/Le farceur
- Peter Boyle (VF : Robert Party) : Bill Church Sr.
- Farrah Forke (VF : Maïk Darah) : Mayson Drake
- Denise Richards : Angela
- Leslie Jordan (VF : Roger Carel) : William Wallace Webster Waldecker / Resplendissant Man
- Scott Valentine (VF : Guillaume Orsat) : Johnny Corben / Metallo
- Roxana Zal : Lucy Lane
- Raquel Welch : Diana Stride
- Lane Davies (VF : Guillaume Orsat) : Tempus (également dans les saisons 3 & 4)
- Terry Kiser (VF : Hervé Caradec & Roger Crouzet) : H. G. Wells (jeune) (également dans la saison 4)
- Bruce Campbell (VF : Luc Boulad & Jérôme Keen) : Bill Church Jr.
- Maurice Godin : Jason T.
- Peter Scolari (VF : Arnaud Arbessier) : Stuart Hofferman
- James Hong : Grandfather Chow
- Erick Avari : Mr. Moonhauer

#### Troisième saison
- Jessica Collins : Mindy Church
- Olivia Brown : Star
- Jonathan Frakes (VF : Antoine Tomé) : Tim Lake
- Genie Francis : Amber Lake
- Shelley Long : Lucille Newtrich
- Mary Gross : Nell Newtrich
- Sandra Hess : Lisa Rockford
- Sean Kanan : Steve Law
- Beverly Garland (VF : Danièle Hazan puis Maria Tamar) : Ellen Lane
- Harve Presnell : Dr Sam Lane
- Hamilton Camp (VF : Hervé Caradec & Roger Crouzet) : H. G. Wells (âgé) (également dans la saison 4)
- Cress Williams (VF : Said Amadis) : Baron Sunday
- Gary Dourdan : Ziggy
- Emily Procter : Lana Lang
- Tony Curtis : Dr Mamba
- Daniel Roebuck (VF : Daniel Lafourcade) : Herkimer Johnson
- Renee Taylor (VF : Elisabeth Wiener) : Roweena Johnson
- Ben Slack (VF : Henri Labussière) : Trevanian

#### Quatrième saison
- Antonio Sabàto, Jr. : Bob Stanford
- Dwight Schultz (VF : Francis Lax) : Garret Grady
- Justine Bateman (VF : Françoise Blanchard puis Anne Deleuze) : Sarah/Zara
- Thomas F. Wilson (VF : Emmanuel Garijo) : Carter Landry
- André Nemec (VF : Mark Lesser) : Jerry White
- Jack Wagner (VF : Emmanuel Jacomy) : Randy Goode
- Howie Mandel : Mr Mxyzptlk
- Kristanna Loken (VF : Barbara Delsol) : Penny Barnes
- Vito D'Ambrosio (VF : Jean-Jacques Nervest) : Peters
- Patrick Cassidy (VF : Philippe Vincent) : Leslie Luckabee
- Staci Keanan (VF : Julie Turin) : Becky Samms
- Delta Burke (VF : Monique Thierry) : Myrtle Beech
- Simon Templeman (VF : Patrick Laplace) : Lord Nor
- Drew Carey (VF : Michel Dodane) : Herbie Stax
- Tim Thomerson (VF : Patrick Préjean) : Woody Samms
- Tony Amendola : President Kasparov
- John Spencer : Mister Gadget
- Granville Van Dusen (VF : Gérard Rinaldi) : D.A. Michael Clemmons

Note le personnage de Ching est interprété par Jon Tenney (Saison 3) et Mark Kiely (VF : Pierre Tessier) (Saison 4).
 Source et légende : version française (VF) sur RS Doublage

## Personnages

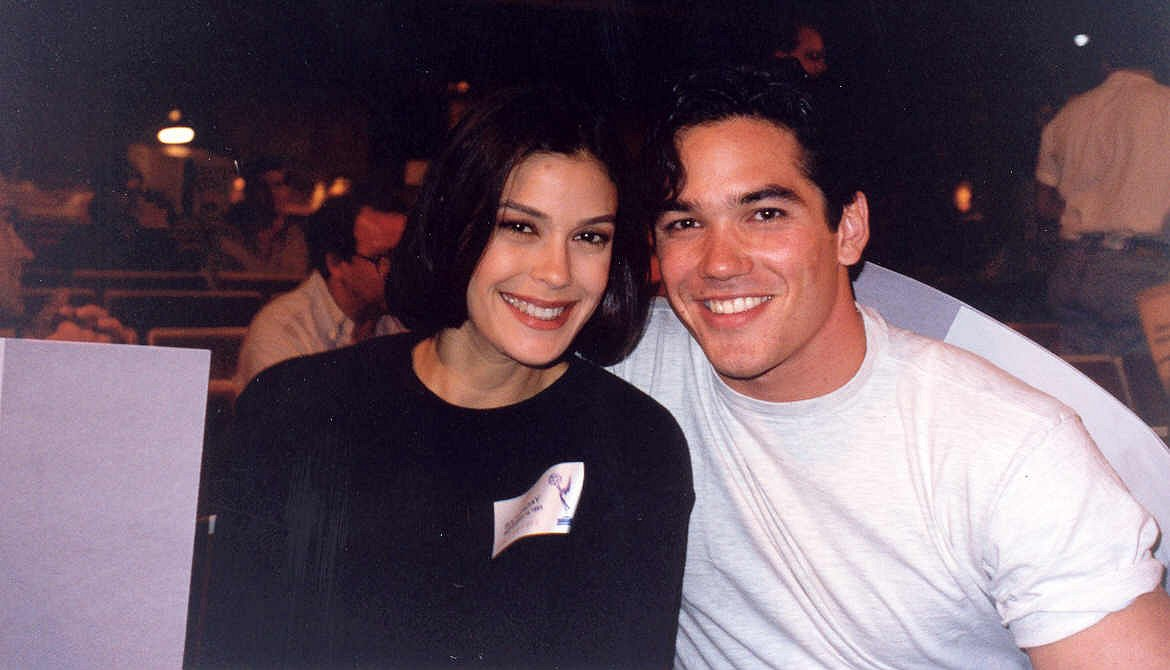
Teri Hatcher et Dean Cain, 1993

Clark Kent alias SupermanClark Kent est arrivé sur Terre le 17 mai 1966, alors qu'il n'était qu'un bébé. Adopté par Jonathan et Martha Kent, il vivra caché à Smallville. Arrivé à l'âge adulte, il va à Metropolis pour se faire engager au journal Daily Planet, où il rencontre Loïs Lane, une journaliste au fort caractère. Il en tombe amoureux mais en même temps, mû par sa vocation de sauver le monde, il ne peut rien lui révéler tout de suite.
Loïs LaneLoïs travaille au Daily Planet et y rencontre son nouveau coéquipier, Clark Kent. Ils s'entendent à merveille et deviennent complices malgré le caractère fort de Loïs. Au début de la saison 3, après des années de travail ensemble, Loïs et Clark se déclarent enfin leur amour mutuel. Puis Loïs découvre le secret de Clark et ils se marient ensemble dans les premiers épisodes de la saison 4.
Lex LuthorLex Luthor est l'un des hommes les plus riches du monde et dirige la LexCorp, la plus grande entreprise de Metropolis. Mû quant à lui par la volonté de dominer le monde, Lex Luthor va tomber amoureux de Loïs Lane, qu'il demandera en mariage (vers la fin de la saison 1). Lex ne supportant pas de voir Clark se rapprocher de Loïs, fera tout pour lui mener la vie dure, devenant rapidement le plus grand ennemi de Superman. Il fut marié par le passé au Dr Arianna Carlin et a eu deux fils qu’il n’a jamais reconnu : Jaxon Xavier et Mr Smith.
TempusNouveau grand ennemi de Superman (à partir de la fin de la saison 2) et provenant du futur, Tempus est conduit par H. G. Wells à bord d'une machine à voyager dans le temps, jusqu'à la Métropolis des années 90. Il déteste Superman car le futur d'où il provient est une utopie bâtie par le couple formé par ce dernier et Loïs, ainsi que leurs descendants. Seul à connaître la véritable identité de Superman, qui est connue de tous à son époque, il fera tout, grâce à la technologie avancée de son époque et de l'histoire de l'époque de Superman, pour empêcher le futur utopique sous lequel il a grandi de voir le jour. À noter que ce personnage n'apparaît ni dans les comics de Superman ni dans la série Smallville ou autres : c'est une création de la série. Il est également l'un des rares ennemis de Superman à en connaître la véritable identité dès le début.
Jimmy OlsenEngagé par Perry White comme photographe au Daily Planet, il est plutôt son assistant. Parfois, il en a assez de son chef mais il l'apprécie malgré tout. Jimmy est doué en informatique, au plus grand bonheur de Loïs et Clark qui lui sont reconnaissants d'être là pour les aider dans leurs enquêtes. Plus tard, Jimmy souhaiterait être journaliste comme Loïs et Clark.
Jonathan KentPère adoptif et terrestre de Clark, Jonathan Kent voue un rapport complice avec son fils et il connait ses pouvoirs depuis toujours, l'ayant vu les manifester le jour même de son arrivée. Jonathan souhaite le meilleur pour son fils et ne supporte pas de le voir, de temps à autre, triste et désemparé face aux petites misères du monde. La petite famille habite dans une ferme à Smallville, dans l'état américain du Kansas.
Martha KentMère adoptive et terrestre de Clark, Martha a adopté Clark comme son propre sang dès son arrivée sur Terre. Son époux Jonathan et elle ont découvert les pouvoirs de Clark au fur et à mesure de sa croissance, et sont les seuls à les connaître. Dans cette série, c'est Martha qui a confectionné le costume de Superman pour Clark. Complice autant avec sa mère qu'avec son père adoptif, Clark sait qu'il pourra toujours compter sur elle pour avoir de bons conseils, notamment vis-à-vis de Loïs.
Perry WhiteRédacteur en chef du Daily Planet, il se montre dur et exigeant avec ses employés, ne voulant que du bon travail et n'hésitant ainsi pas à se mettre en colère pour l'obtenir. Présent à bord depuis l'âge de 17 ans, il connait tous les recoins de l'entreprise. Il n'engage pas Clark à son premier entretien car il doute de son expérience dans le métier de journaliste. Il a beaucoup de problèmes avec sa femme et ils finiront par divorcer, puis par se retrouver à la fin de la série. Il considère Jimmy Olsen comme son fils. Il est fans d’Elvis Presley.
Cat GrantResponsable de la rubrique mondaine du Daily Planet, elle rencontre des célébrités et des milliardaires qu'elle désire régulièrement épouser. Peu d'hommes lui résistent, et Clark ne fait pas exception. Elle a facilement trouvé sa place au sein de l'équipe formée par Perry, Jimmy, Loïs et Clark. Sa principale préoccupation est d'asticoter Loïs Lane d'une pointe d'humour noir. Mais en réalité, elle est jalouse de Loïs et aimerait lui ressembler. Elle part à la fin de la saison 1.

## Autour de la série
- À partir de la saison 2, Michael Landes est remplacé par Justin Whalin dans le rôle de Jimmy Olsen, du fait d'une ressemblance jugée par les producteurs trop importante entre Landes et Dean Cain, qui incarne le super-héros titulaire.
- En 1997, une cinquième saison était prévue, mais fut annulée par la chaîne ABC à cause des mauvais chiffres d'audience des derniers épisodes de la saison 4. En effet, mal gérée par la direction d'ABC durant sa quatrième saison, la série a perdu plus de la moitié de son public[7].
- Des rumeurs quant à la mésentente des deux acteurs principaux, expliquant ainsi la fin de la série, ont circulé un certain temps. Celles-ci ont été démenties par la suite par les principaux intéressés : tant Dean Cain que Teri Hatcher gardent ouvertement une certaine tendresse pour la série.
- La série a un jour atteint un tel succès mondial que, lorsque Loïs et Clark se marièrent dans la série, l'éditeur américain DC, propriétaire du copyright général sur l'univers Superman, décida de sortir un numéro spécial sur le mariage de Superman et Lois, dès la diffusion de l'épisode. Ce fut un grand succès, car c'était la première fois que Superman se mariait. Malheureusement, la France n'eut pas la chance de voir ce comic-book, car les séries DC n'étaient pas éditées dans l'Hexagone entre 1989 et 1997.
- L'acteur Gerard Christopher, qui avait joué Superboy de 1989 à 1992, était pressenti pour reprendre le rôle de Superman, créant quelque part une continuité entre les deux personnages. Les producteurs ont à terme décidé de ne pas lui attribuer le rôle à cause de cette apparition en tant que Clark Kent dans une série précédente, et de partir sur un nouvel acteur.

## Accueil

### Critiques
En France, la série est notée de façon mitigée sur le site Allociné, avec une moyenne de 2.6⁄5 basée sur 18447 notes (Juillet 2021)

### Audiences

#### Aux États-Unis
| Saison | Nombre d’épisodes | Diffusion originale | Diffusion originale | Diffusion originale | Diffusion originale            |
| Saison | Nombre d’épisodes | Années              | Début de saison     | Fin de saison       | Audience moyenne (en millions) |
| ------ | ----------------- | ------------------- | ------------------- | ------------------- | ------------------------------ |
| 1      | 22                | 1993-1994           | 12 septembre 1993   | 4 mai 1994          | 17,25                          |
| 2      | 22                | 1994-1995           | 18 septembre 1994   | 21 mai 1995         | 18,31                          |
| 3      | 22                | 1995-1996           | 17 septembre 1995   | 12 mai 1996         | 18,71                          |
| 4      | 22                | 1996-1997           | 22 septembre 1996   | 14 juin 1997        | 9,76                           |

## Produits dérivés

### DVD
La série fut éditée en DVD par la Warner Home Vidéo :
- coffret intégral de la saison 1 (5 juillet 2006) : 6 DVD avec les 22 épisodes et quelques bonus. De l'arrivée de Clark à Métropolis à la mort de Lex Luthor ;
- coffret intégral de la saison 2 (5 juillet 2006) : 6 DVD avec les 22 épisodes et quelques bonus. De la mort Lex Luthor à la demande en mariage de Clark (et la découverte du secret de Clark par Lois) ;
- coffret intégral de la saison 3 (6 septembre 2006) : 6 DVD avec les 22 épisodes et quelques bonus. De la demande en mariage de Clark et de la découverte du secret de celui-ci par Lois, jusqu'au départ de Clark pour régner sur la nouvelle Krypton ;
- coffret intégral de la saison 4 (6 décembre 2006) : 6 DVD avec les 22 épisodes. Du départ de Clark pour régner sur la nouvelle Krypton au don d'un enfant au couple par les kryptoniens ;
- coffret intégral de la série : 24 DVD avec les 88 épisodes et de nombreux bonus. Les coulisses de Lois & Clark, commentaires audio, Lois & Clark, histoire romantique, le parcours de Superman. Ce coffret est sorti en 2009.